# Franciscus Verellen

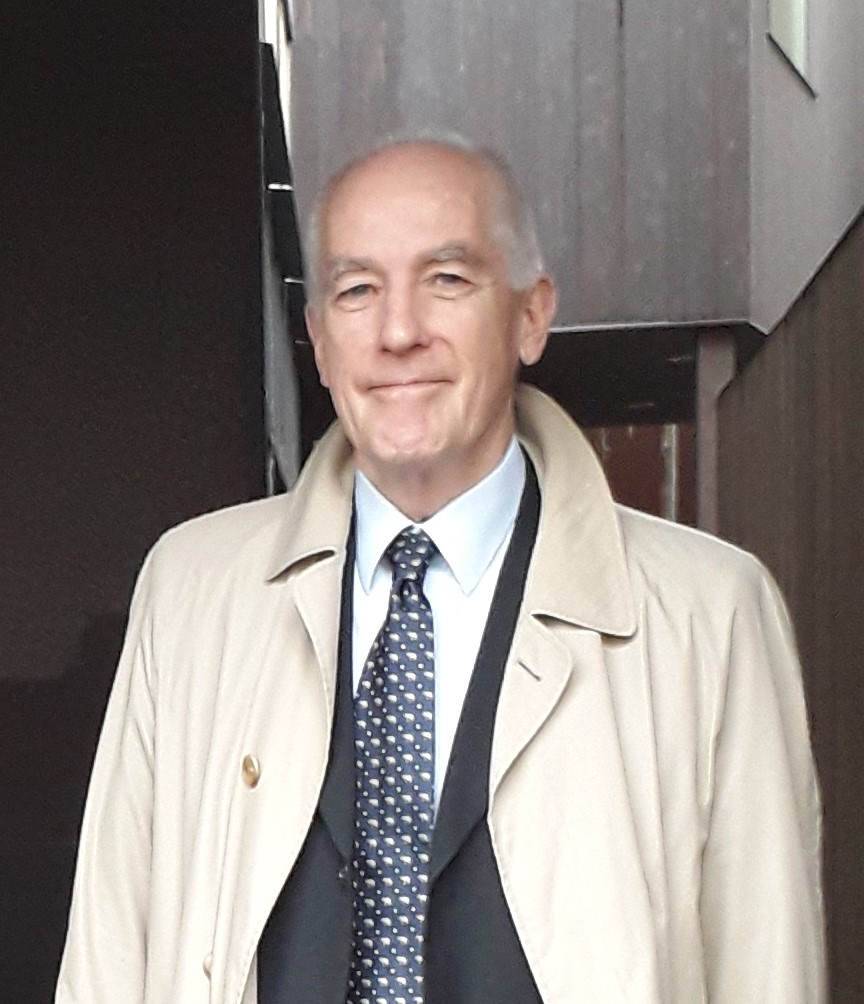
Franciscus Verellen (2019)

Franciscus Verellen (* 10. Oktober 1952 in Sydney) ist ein französischer Historiker und Sinologe. Sein Spezialgebiet ist das chinesische Mittelalter, er ist spezialisiert auf die Umbruchsperiode von der Tang- zur Song-Zeit (9. und 10. Jahrhundert) und die religiöse Kultur des Daoismus in seiner Entstehungszeit (2. bis 10. Jahrhundert). Er ist emeritierter Professor und ehemaliger Direktor der École française d’Extrême-Orient.

## Laufbahn
Nach seiner Promotion an der Universität Oxford und der École pratique des Hautes Études (Sorbonne) lehrte Franciscus Verellen chinesische Geschichte und Religion an der École pratique des Hautes Études (1986–1987) und der Columbia University (1987–1991). 1991 wurde er Mitglied der École française d’Extrême-Orient, wo er von 2002 bis 2021 den Lehrstuhl für Geschichte des Daoismus innehatte. Verellen gründete und leitete das Taipeh-Zentrum der École (1992–1995) und war später für das Hongkong-Zentrum verantwortlich (2000–2004 und 2014–2021). Von 2004 bis 2014 war er Direktor der École française d'Extrême-Orient, sowie Mitglied zahlreicher französischer und europäischer Aufsichts- und Beratungsgremien, darunter Campus France und die Expertengruppe „Horizon 2020“ der Europäischen Kommission (2013–2018).
Franciscus Verellen war Gastprofessor an der Universität Princeton, der University of California, Berkeley und der Chinesischen Universität Hongkong. Er war Distinguished Visiting Professor an der McMaster University (Ontario), Stewart Lecturer in the Humanities an der Universität Princeton, Edwin C. and Elizabeth A. Whitehead Fellow des Institute for Advanced Study (Princeton), sowie Fellow des Wissenschaftskollegs zu Berlin. Verellen ist Mitglied auf Lebenszeit von Clare Hall, Universität Cambridge, und Honorary Senior Research Fellow am Institut für Chinastudien der Chinesischen Universität Hongkong.

## Auszeichnungen
Franciscus Verellen wurde 2008 in die Académie des inscriptions et belles-lettres gewählt. Er ist Ritter der Ehrenlegion (2009), wurde mit den Palmes académiques (2020) ausgezeichnet und erhielt die Association of American Publishers und American Academy of Religion Awards for Excellence (2005 und 2007). Verellen wurde zum Offizier des königlichen Ordens von Kambodscha (2007) ernannt und erhielt die Medaille von Sahametrei (2018) für seine Beiträge zur Erhaltung von Angkor als Direktor der École française d'Extrême-Orient.

## Forschung
Verellens Forschung betrifft das Glaubenssystem, die Texttraditionen und die rituellen Praktiken des mittelalterlichen Daoismus. In seinen jüngsten Arbeiten untersucht er die Auflösung des Tang-Reiches (618–907) und den Übergang Chinas in seine frühe Neuzeit, während der späten Tang-Dynastie und den Fünf-Dynastien (907–965), wobei er religiösen und philosophischen Auslegungen der dynastischen Nachfolge besondere Aufmerksamkeit schenkt. Neben der offiziellen Geschichtsschreibung und kanonischen Quellen stützt sich Verellens Analyse insbesondere auf private und informelle Aufzeichnungen sowie religiöse Laienschriften.

## Wichtigste Publikationen
Imperiled Destinies (2019) wurde als „ein Höhepunkt der taoistischen Studien des letzten halben Jahrhunderts“ beschrieben (Stephen F. Teiser, HUP-Rezension). Das Buch zeichnet die Entwicklung des mittelalterlichen taoistischen Denkens und der Praktiken in Bezug auf spirituelle Schuld und Vergeltung durch acht Jahrhunderte nach und bietet „ein detailliertes, klares Porträt der taoistischen und mittelalterlichen chinesischen Vorstellungen über das Schicksal“. „Es erklärt das taoistische Ritual als ein Instrument, um auf das menschliche Schicksal einzuwirken, und konzentriert sich dabei auf die Menschen, die diese Rituale entwickelt und ausgeführt haben, und auf die allgegenwärtigen, sehr menschlichen existenziellen Probleme, die mit den Ritualen angegangen werden sollten“.
The Taoist Canon (2004). Die Herausgabe dieses Sammelwerks mit Kristofer Schipper markierte einen „Wendepunkt in der Geschichte der taoistischen Studien“. Das dreibändige Kompendium analysiert umfassend die 1.500 Texte und Sammlungen, die im Kanon der Ming-Dynastie (1445) überliefert sind, und eröffnet Spezialisten des Daoismus, Studenten der Weltreligionen und Historikern Chinas zum ersten Mal die ganze Bandbreite der grundlegenden Schriften dieser Religion.
Du Guangting (1989) leistete Pionierarbeit bei der Erforschung des bedeutenden Hof-Taoisten und Hierarchen und lieferte „ein völlig neues Bild der komplexen und entscheidenden Veränderungen im Taoismus des neunten und zehnten Jahrhunderts“.

## Ausgewählte Bibliographie
- Conjurer la destinée: rétribution et délivrance dans le taoïsme médiéval. Paris: Les Belles Lettres, 2021.
- Imperiled Destinies: The Daoist Quest for Deliverance in Medieval China. Cambridge, MA: Harvard University Asia Center, 2019.
- Daoist Lives, herausgegeben mit Vincent Goossaert. 2 Bände: „Narrative and Practice“, Bd. 8 von Daoism: Religion, History and Society, und „Community and Place“, Bd. 25 von Cahiers d’Extrême-Asie, 2016.
- Prince Gao's Occupation of Annan and the Rise of Regional Autonomy under the Late Tang. Jao Tsung-I Lecture in Chinese Culture Nr. 4. Hong Kong: University of Hong Kong, 2015.
- Buddhism, Daoism, and Chinese Religion, herausgegeben mit Stephen F. Teiser. Bd. 20 von Cahiers d’Extrême-Asie, 2011.
- Daoism: Religion, History, and Society, jährliche Zeitschrift, seit 2009 gemeinsam mit Lai Chi Tim herausgegeben. Hongkong: Chinese University Press.
- The Taoist Canon: A Historical Companion to the Daozang, herausgegeben mit Kristofer Schipper. 3 Bände. Chicago: University of Chicago Press, 2004.
- Culte des sites et culte des saints en Chine (Hrsg.). Bd. 10 von Cahiers d’Extrême-Asie, 1998.
- Die Mythologie des Taoismus. In Wörterbuch der Mythologie, herausgegeben von E. Schmalzriedt und H.W. Haussig, Ser. 6, S. 739–863. Stuttgart: Klett-Cotta Verlag, 1994.
- Du Guangting (850–933): taoïste de cour à la fin de la Chine médiévale. Paris: Collège de France, 1989.